# Katt (segelfartyg)

Modell av kattskeppet Baron Anders von Höpken, byggd i Gamlakarleby 1759. Modell byggd 1948.

Katt eller kattskepp (nl: katschip, kat) var i äldre tid benämning på en typ tremastade transportfartyg som kännetecknades av klumpig form och grövre och enklare konstruktioner. De användes antingen för transporter av timmer eller kol, eller för transporter av proviant och tygmateriel till större fartyg.

## Fartygstypen

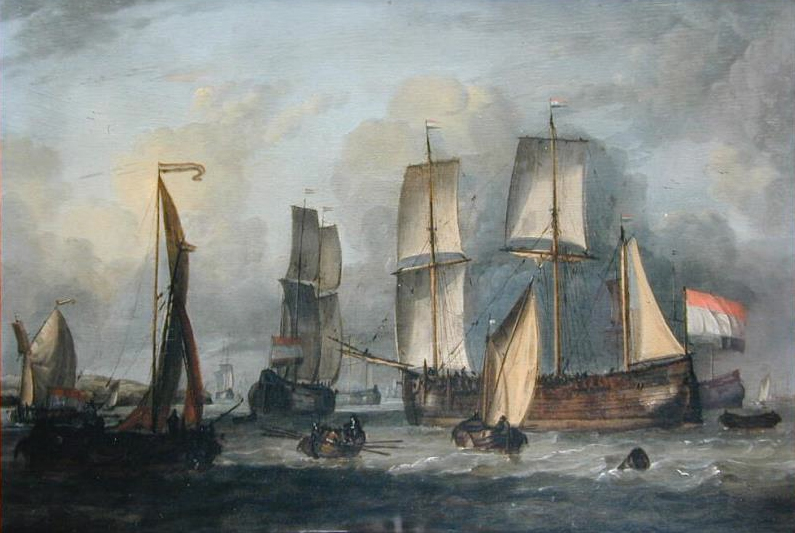
Holländska kattskepp på redden, målade år 1700.

Under 1600-talet hade katten två råsegel på varje mast. Typen var mycket flatbottnad och rundgattad med ganska kraftigt skrov. Deplacementet motsvarade ungefär 200-300 ton. Fredrik Henrik af Chapman räknade i sitt verk Architectura navalis mercatoria (1762) katten som en av de havsgående europeiska handelsfartygens fem huvudtyper; rundgattad och med smal akterspegel, utan galjon och därför trubbig i fören. I verkets ritningar avbildas katter med fregatt-, snau-, brigantin- och jakttackling.

## Utvecklingshistoria

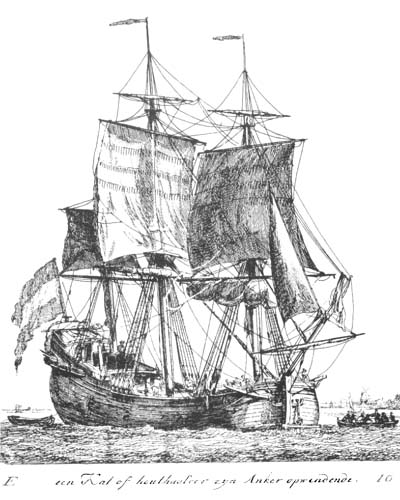
Holländskt kattskepp 1790.

Katten utvecklades ur flöjten på skeppsvarven i Hoorn under 1600-talet och var ett kort och klumpigt fartyg. De kunde ta stor nyttolast och genom att använda billiga skeppsbyggnadsmaterial som gran och tall hölls kostnaderna nere. Fartyget hade en så enkel rigg, att det räckte med sju mans besättning. Med sitt ringa djupgående var katten idealisk för grunda farvatten. Det utmärktes inte av goda seglingsegenskaper och genom sin lätta konstruktion kunde den inte vara alltför tungt lastad. I Nederländerna användes den därför ofta som timmerlastfartyg. Katten såg ut som en flöjt, med den skillnaden att katten hade raka skeppssidor, branta stävar och en nästan plan botten. Riggen bestod av tre korta pålmaster utan märs (fastän sådan infördes från mitten av 1700-talet). Bogsprötet hade en rå med blinda. Nicolaes Witsen uppgav kattens dimensioner till, längd 116 fot, bredd 23 fot. Det är ur detta kattskepp som den franska segelfartygstypen chatte uppkom; ett grundgående litet segelfartyg för kustfart.

## Whitby- och Scarsbororough-koljare
Kolfälten i Northumberland och Durham var de viktigaste källorna för den kol som värmde London under 1700-talet. Utförseln från dessa kolfält skedde över Newcastle upon Tyne och Sunderland. Befraktarna och deras fartyg kom dock nästan uteslutande från Whitby och Scarborough, där koljarna (kollastfartygen) byggdes och bemannades. Fraktfarten tur och retur London från kolfälten tog ungefär fyra veckor. Först en veckas liggetid i South Shields, Newcastles uthamn, dit kollasten fraktades med pråmar på Tyne. Under tiden lossades ballasten och när pråmarna anlände måste deras kol lastas på koljaren. En dryg veckas seglationstid till London följdes av ännu en veckas liggetid, nu i Londons hamn, närmare bestämt i Wapping, där lasten lossades. Efter att ha tagit in ballast skedde återfärden till Shields på en knapp vecka, om inte höststormarna hade börjat. Vintervädret och assuranskostnaderna gjorde att seglationssäsongen omfattade perioden februari till november. December och januari tillbringades i hemmahamnen.
Kol hade fraktats i diverse fartygstyper från Tyne till Themsen sedan trettonhundratalet. Från början på 1700-talet började Londons folkmängd kraftigt växa med åtföljande stegrad efterfrågan på kol. Skeppsbyggmästarna i Yorkshire insåg snart att kattskeppet var en fartygstyp som utmärkt skulle passa som koljare. De byggde katter med 200 till 600 tons dräktighet; de flesta dock inom intervallet 300 till 400 ton. En katt om 360 ton förde en segelyta på bara 450 m². Tacklingen var enkel, därför att en liten besättning gav större lönsamhet.

## James Cooks fartyg

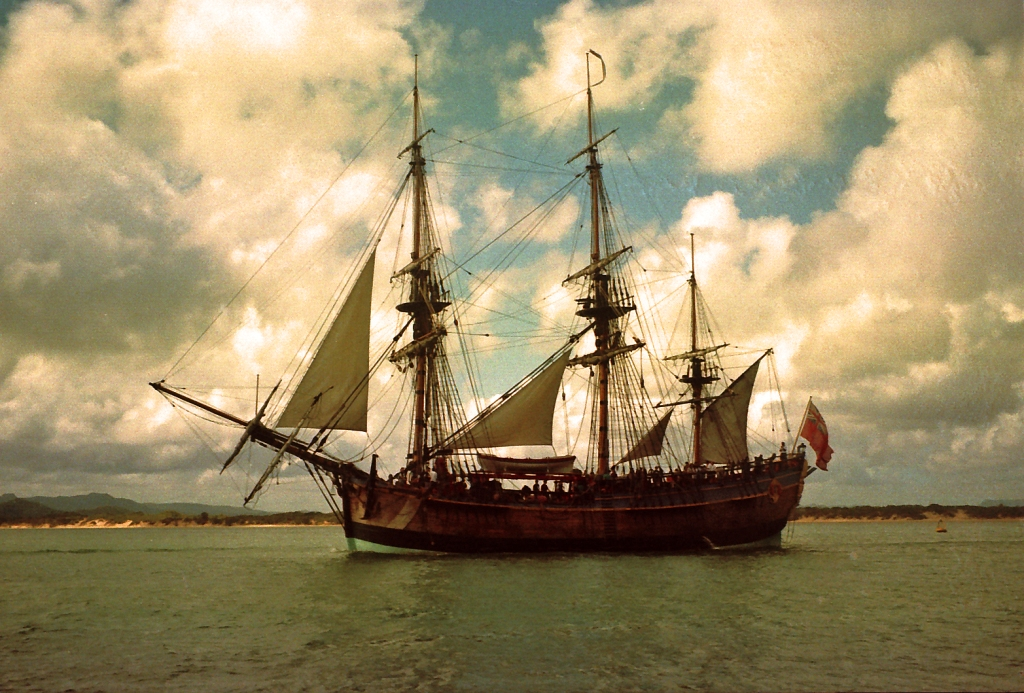
En replik av HMS Endeavour, en ombyggd Whitbykoljare av katts skapnad. Efter ombyggnaden var tacklingen annorlunda och segelytan mycket större.

De mest berömda kattskeppen var de som James Cook seglade med på sina forskningsresor. Både de fartyg han själv förde befälet över och de övriga som ingick i hans forskningsexpeditioner var ombyggda Whitby-koljare av katts skepnad. Katterna var en ovanlig fartygstyp för Royal Navy och de klassades inte efter tacklingen eller skrovets form, utan efter fartygschefens militära grad. På den första resan klassades HMS Endeavour som en bark, eftersom Cook var löjtnant. HMS Resolution klassades däremot som örlogsslup därför att Cook då var kapten.